# Hamilton Wanderers
El Hamilton Wanderers es un club de fútbol de la ciudad de Hamilton, Nueva Zelanda. Fue fundado en 1913 y juega en la Premiership, primera división del país, así como en la Northern League, la máxima categoría del sistema de la Federación de Fútbol de Auckland. Es junto con el Eastern Suburbs el único club de liga neozelandesa que disputa competiciones regionales.

## Historia
Fundado en 1913, ingresó en el sistema de ligas de la Federación de Fútbol de Auckland en 1973. Desde entonces, deambuló por las divisiones inferiores hasta llegar en 1996 a la primera, la Northern League, aunque descendió en 1997. Recién tras el ascenso conseguido en 2007 logró afianzarse en el torneo, y en 2015 llegó a posicionarse en segundo lugar, por detrás del eventual campeón, el Eastern Suburbs. A su vez, en la Copa Chatham alcanzó los cuartos de final en 2007 y 2014.

### Premiership
Afianzado como el principal club de Hamilton, el Wanderers presentó una candidatura para ingresar en la ASB Premiership en 2015, ya que la Asociación de Fútbol de Nueva Zelanda estaba aceptando también clubes interesados y no solo franquicias, como había ocurrido anteriormente. La ciudad había sido representada en el torneo desde que se creó en 2004 por el Waikato Football Club. En 2013, la Federación de Fútbol de Waikato y Bay of Plenty se hizo cargo de la franquicia y la renombró como «WaiBOP United». Sin embargo, en la directiva de la federación, al conocerse el interés del Hamilton Wanderers, se decidió desmantelar el club y ceder la licencia, al reconocer que «la región solo podía sostener un club en la liga nacional». Así, al cumplir con los requerimientos, el Hamilton fue aceptado y comenzará a competir en la máxima categoría a partir de la temporada 2016-17. Se convirtió en uno de los dos primeros clubes en formar parte de la ASB Premiership, junto con el Eastern Suburbs.

## Datos del club
- Temporadas en la Premiership de Nueva Zelanda: 2
- Mejor puesto en la fase regular: 9.º (2016-17)
- Peor puesto en la fase regular: 10.º (2017-18)
- Mejor puesto en los playoffs: Nunca se clasificó
- Mayor goleada conseguida:
  - En campeonatos nacionales: 4-0 vs. Eastern Suburbs (2016-17)
- Mayor goleada recibida:
  - En campeonatos nacionales: 0-6 vs. Auckland City (2017-18)

## Palmarés

### Hamilton Wanderers Youth
- Liga Juvenil de Nueva Zelanda (1): 2016.